# Lico (figlio di Pandione II)
Lico (in greco antico: Λύκος?) è un personaggio della mitologia greca, figlio adottivo di Pandione II e fratello di Egeo, Niso e Pallante.

## Mitologia
Espulso dal fratello Egeo, si rifugiò in Licia dove fu accolto da Sarpedonte nella terra che dopo il suo arrivo fu chiamata Licia
Fu considerato un eroe ad Atene ed il termine "lyceum" pare derivi da lui e si dice che abbia introdotto ed elevato i misteri delle grandi dee nelle città dell'Attica, in Andania ed in Messenia.
A volte viene descritto come un antico profeta e da lui discende la famiglia dei Licomedei di Atene. Famiglia che, inoltre, ha delle connessioni con i misteri dell'Attica e che possedeva alcune cappelle a Phylae ed Andania.